# Obligațiune municipală
O obligațiune municipală este o obligațiune emisă de guverne de stat sau locale, sau de entitățile pe care le creează, cum ar fi autoritățile și districtele speciale. În Statele Unite, veniturile din dobânzi primite de deținătorii de obligațiuni municipale sunt adesea, dar nu întotdeauna, scutite de impozitarea pe venit federală și de stat. În mod obișnuit, doar investitorii din cele mai mari categorii de impozitare beneficiază de cumpărarea de obligațiuni municipale scutite de impozit în loc de obligațiuni impozabile. Calculele randamentului echivalent impozabil sunt necesare pentru a face comparații corecte între cele două categorii.
Autoritățile locale din multe alte țări din lume emit obligațiuni similare, uneori numite obligațiuni de autorități locale sau alte denumiri.

## Istorie
Datoria municipală precede datoria corporativă cu câteva secole – orașele-stat italiene din Renașterea timpurie au împrumutat bani de la marile familii de bănci. Împrumuturile de către orașele americane datează din secolul al XIX-lea, iar înregistrările privind obligațiunile municipale din SUA indică utilizarea la începutul anilor 1800. În mod oficial, prima obligațiune municipală înregistrată a fost o obligațiune generală emisă de orașul New York pentru un canal în 1812. În anii 1840, multe orașe din SUA erau îndatorate, iar până în 1843 orașele aveau aproximativ 25 de milioane de dolari în datorii restante. În deceniile următoare, dezvoltarea urbană rapidă a demonstrat o creștere explozivă corespunzătoare a datoriei municipale. Datoria a fost folosită pentru a finanța atât îmbunătățiri urbane, cât și un sistem în creștere a învățământului public gratuit.
La câțiva ani după Războiul Civil American, a fost emisă o datorie locală semnificativă pentru a construi căi ferate. Căile ferate erau corporații private și aceste obligațiuni erau foarte asemănătoare cu obligațiunile industriale de astăzi. Costurile de construcție în 1873 pentru una dintre cele mai mari căi ferate transcontinentale, Pacificul de Nord, au închis accesul la capitalul nou. Cam în aceeași perioadă, cea mai mare bancă din țară, care era deținută de același investitor ca și cea a Northern Pacific, s-a prăbușit. Firmele mai mici au urmat exemplul, precum și piața de valori. Panica din 1873 și anii de depresie care au urmat au oprit brusc, dar temporar, creșterea rapidă a datoriei municipale. Răspunzând la incapacitățile larg răspândite care au zguduit piața de obligațiuni municipale din acea perioadă, au fost adoptate noi regulamente statale care au restricționat emiterea de obligațiuni locale. Mai multe state au scris aceste restricții în constituțiile lor. Obligațiunile feroviare și legalitatea lor au fost contestate pe scară largă, iar acest lucru a dat naștere la cererea pieței ca fiecare nouă emisiune să fie însoțită de o opinie a unui consilier calificat pentru obligațiuni.
Când economia SUA a început din nou să avanseze, datoria municipală și-a continuat avântul, care s-a menținut până la începutul secolului al XX-lea. Marea Depresiune din anii 1930 a oprit creșterea, deși neachitarea plăților nu au fost la fel de severe ca în anii 1870. Până la cel de-al Doilea Război Mondial, multe resurse americane au fost dedicate armatei, iar datoria municipală de dinainte de război a izbucnit într-o nouă perioadă de creștere rapidă pentru o varietate din ce în ce mai mare de utilizări. Astăzi, pe lângă cele 50 de state și guvernele lor locale (inclusiv orașe, județe, sate și districte școlare), Districtul Columbia și teritoriile și posesiunile SUA (Samoa Americană, Commonwealth-ul Puerto Rico, Guam, Insulele Mariane de Nord, și Insulele Virgine din SUA) pot emite și obligațiuni municipale. O altă categorie importantă de emitenți de obligațiuni municipale, care include autoritățile și districtele speciale, a crescut, de asemenea, ca număr și varietate în ultimii ani. Cele mai proeminente două autorități timpurii au fost Port of New York Authority, înființată în 1921 și redenumită Port Authority of New York și New Jersey în 1972, și Triborough Bridge Authority (acum Triborough Bridge and Tunnel Authority), formată în 1933. Emisiunile de obligațiuni ale acestor două autorități sunt scutite de impozitele guvernelor federale, de stat și locale.

## Tipuri de obligațiuni municipale
Tipurile de bază de obligațiuni municipale sunt:
- Obligațiuni generale: Principalul și dobânda sunt garantate prin deplina credință și creditul emitentului și, de obicei, susținute fie de puterea de impozitare nelimitată, fie de puterea de impozitare limitată a emitentului. Aceste obligațiuni sunt de obicei considerate cel mai sigur tip de obligațiuni municipale și, prin urmare, au cea mai mică rată a dobânzii. În multe cazuri, obligațiunile generale sunt aprobate de alegători.[7]Finanțarea prin obligațiuni este de obicei utilizată pentru a finanța investiții de capital, nu cheltuielile curente de exploatare.[8]
- Obligațiunile cu venituri promit să ramburseze principalul și dobânda dintr-un flux specificat de venituri viitoare, cum ar fi venitul generat de o companie de apă din plățile clienților. Alte proiecte publice finanțate prin obligațiuni cu venit includ drumuri cu taxă, poduri, aeroporturi, unități de tratare a apei și a apelor uzate, spitale și locuințe subvenționate.[7]
- Obligațiunile de evaluare promit rambursarea pe baza evaluărilor impozitului pe proprietate ale proprietăților situate în limitele emitentului.